# Hydrovatus pumilus
Hydrovatus pumilus är en skalbaggsart som beskrevs av Sharp 1882. Hydrovatus pumilus ingår i släktet Hydrovatus och familjen dykare. Inga underarter finns listade i Catalogue of Life.